# Sint-Ceciliakerk (Ganshoren)
De Sint-Ceciliakerk (Frans: Église Sainte-Cécile) is een rooms-katholiek kerkgebouw in Ganshoren, gelegen aan Sint-Ceciliavoorplein 1.
De parochie werd gesticht in 1963 en de kerk werd gebouwd in 1964-1965. Het is een modern en sober, bakstenen doosvormig kerkgebouw, ontworpen door Moens de Hase. De kunstenaar Henri-Joseph Holemans vervaardigde het tabernakel, het doopvont en het processiekruis. Ook is er een plastiek dat onder meer een harp toont en symboliseert dat Cecilia de patrones is van de musici.
De kerk bezit een neobarok koororgel uit 1999, vervaardigd door Rudi Jacques